# Beyond the Horizon
Beyond the Horizon (Túl a horizonton, 1920) Eugene O’Neill első teljes estés drámája. A Mayo-család legfiatalabb tagja, Robert a tengerre vágyik, és már meg is egyeztek a nagybátyjával, Dick Scott-tal, hogy elkíséri a következő hajóútjára. Romantikus, álmodozó természete megtetszik a szomszéd lánynak, Ruth Atkinsnek, és Robert belemegy a (rossz) házasságba, és otthon marad, a farmon dolgozni (amire teljesen alkalmatlan). Gyakorlatias testvére, Andrew, aki Robert riválisa a lánynál, elkeseredésében elhajózik Scott-tal Argentínába (egyáltalán nem kíváncsi a helyre). Robert csődöt mond a farmon, Andrew viszont aránylag meggazdagodik kint, és "kalandjai" is lesznek, amikre a másik vágyott. Haza is tér, de Robert tüdőbaja gyógyíthatatlan, a fiú meghal. Csak így szabadul ki a hegyek közül, „a horizonton túlra”.